# لوند (سكونه)
لوند (بالإنجليزية: Lund وتُنطق /lʊnd/، وفي الولايات المتحدة أيضًا /lʌnd/؛ وبالسويدية: [ˈlɵnːd] ⓘ) هي مدينة تقع في إقليم سكونه جنوب السويد. بلغ عدد سكان المدينة 94,393 نسمة من إجمالي 130,288 نسمة في البلدية اعتبارًا من عام 2023. وتعد لوند مقر بلدية لوند ضمن محافظة سكونه. وجزءًا من إقليم أوريسوند، الذي يضم أكثر من 4.2 مليون نسمة.
يرجع المؤرخون تأسيس لوند إلى حوالي عام 990، حينما كانت منطقة سكونه جزءًا من مملكة الدنمارك. ومنذ عام 1103 أصبحت مقرًا لرئاسة أبرشية لوند الكاثوليكية، ولا تزال كاتدرائية لوند الشامخة، التي بُنيت بين نحو عامي 1090 و1145، قائمة في مركز المدينة. وقد تنازلت الدنمارك عن المدينة لصالح السويد بموجب معاهدة روسكيلده عام 1658.
تأسست جامعة لوند عام 1666، وهي واحدة من أقدم وأكبر المؤسسات التعليمية والبحثية في إسكندنافيا. تهيمن الجامعة ومبانيها على معظم وسط المدينة، وساهمت في تحويل لوند إلى مركز إقليمي للصناعات التكنولوجية المتقدمة.

## المناخ
يظهر الجدول التالي التغييرات المناخية على مدار السنة للند:
| البيانات المناخية لـلوند                        | البيانات المناخية لـلوند | البيانات المناخية لـلوند | البيانات المناخية لـلوند | البيانات المناخية لـلوند | البيانات المناخية لـلوند | البيانات المناخية لـلوند | البيانات المناخية لـلوند | البيانات المناخية لـلوند | البيانات المناخية لـلوند | البيانات المناخية لـلوند | البيانات المناخية لـلوند | البيانات المناخية لـلوند | البيانات المناخية لـلوند |
| الشهر                                           | يناير                    | فبراير                   | مارس                     | أبريل                    | مايو                     | يونيو                    | يوليو                    | أغسطس                    | سبتمبر                   | أكتوبر                   | نوفمبر                   | ديسمبر                   | المعدل السنوي            |
| ----------------------------------------------- | ------------------------ | ------------------------ | ------------------------ | ------------------------ | ------------------------ | ------------------------ | ------------------------ | ------------------------ | ------------------------ | ------------------------ | ------------------------ | ------------------------ | ------------------------ |
| الدرجة القصوى °م (°ف)                           | 10.9 (51.6)              | 14.0 (57.2)              | 19.3 (66.7)              | 27.1 (80.8)              | 29.0 (84.2)              | 33.9 (93.0)              | 34.3 (93.7)              | 34.4 (93.9)              | 27.6 (81.7)              | 22.4 (72.3)              | 16.1 (61.0)              | 12.0 (53.6)              | 34.4 (93.9)              |
| متوسط درجة الحرارة الكبرى °م (°ف)               | 2.8 (37.0)               | 3.2 (37.8)               | 6.7 (44.1)               | 12.5 (54.5)              | 17.4 (63.3)              | 20.2 (68.4)              | 23.1 (73.6)              | 22.5 (72.5)              | 18.0 (64.4)              | 12.4 (54.3)              | 7.3 (45.1)               | 4.1 (39.4)               | 12.5 (54.5)              |
| المتوسط اليومي °م (°ف)                          | 0.7 (33.3)               | 0.9 (33.6)               | 3.5 (38.3)               | 6.4 (43.5)               | 12.6 (54.7)              | 15.7 (60.3)              | 18.5 (65.3)              | 18.2 (64.8)              | 14.3 (57.7)              | 9.5 (49.1)               | 5.2 (41.4)               | 2.1 (35.8)               | 9.0 (48.2)               |
| متوسط درجة الحرارة الصغرى °م (°ف)               | −1.3 (29.7)              | −1.3 (29.7)              | 0.2 (32.4)               | 3.6 (38.5)               | 7.8 (46.0)               | 11.2 (52.2)              | 13.9 (57.0)              | 13.8 (56.8)              | 10.6 (51.1)              | 6.5 (43.7)               | 3.0 (37.4)               | 0.0 (32.0)               | 5.7 (42.2)               |
| أدنى درجة حرارة °م (°ف)                         | −26.3 (−15.3)            | −21.7 (−7.1)             | −17.2 (1.0)              | −8.9 (16.0)              | −3.9 (25.0)              | 2.0 (35.6)               | 5.0 (41.0)               | 5.0 (41.0)               | 0.0 (32.0)               | −8.5 (16.7)              | −12.0 (10.4)             | −19.4 (−2.9)             | −26.3 (−15.3)            |
| الهطول مم (إنش)                                 | 54.4 (2.14)              | 33.1 (1.30)              | 45.0 (1.77)              | 40.3 (1.59)              | 44.5 (1.75)              | 55.5 (2.19)              | 69.7 (2.74)              | 64.6 (2.54)              | 64.2 (2.53)              | 60.4 (2.38)              | 68.9 (2.71)              | 65.3 (2.57)              | 665.8 (26.21)            |
| ساعات سطوع الشمس الشهرية                        | 45                       | 63                       | 156                      | 226                      | 245                      | 245                      | 251                      | 212                      | 173                      | 112                      | 45                       | 28                       | 1٬801                    |
| المصدر #1: SMHI Average Precipitation 1961-1990 |                          |                          |                          |                          |                          |                          |                          |                          |                          |                          |                          |                          |                          |
| المصدر #2: SMHI Average Data 2002-2015          |                          |                          |                          |                          |                          |                          |                          |                          |                          |                          |                          |                          |                          |

## أعلام
- دانييل أندرسون
- مونس زيلميرلوف
- أكسويل
- كاي سيغبان
- ماكس فون سيدو